# Michael Wallis
Michael Wallis (St. Louis, 7 ottobre 1945) è un giornalista, scrittore e doppiatore statunitense.
Ha scritto diciassette libri, tra i quali Route 66: Strada madre, nel quale parla della storica U.S. Route 66. Wallis ha ricevuto il John Steinbeck Award, l'Arrell Gibson Lifetime Achievement Award, il Will Rogers Spirit Award e il Western Heritage Award. È stato candidato tre volte per il Premio Pulitzer.

## Biografia
Wallis frequentò l'Università del Missouri a Columbia e si trasferì a Miami, in Florida, nel 1978. Attualmente vive a Tulsa, in Oklahoma, con la moglie Suzanne Fitzgerald.

## Opere
- Route 66: Strada madre (Route 66: The Mother Road) - 1990
- Pretty Boy: The Life and Times of Charles Arthur Floyd - 1992
- Mankiller capo Cherokee. Racconta la sua gente (Mankiller: A Chief and Her People) - 1994
- Oil Man: The Story Of Frank Phillips & The Birth Of Phillips Petroleum - 1995
- Way Down Yonder in the Indian Nation - 1997
- The Lincoln Highway: Coast to Coast from Times Square to the Golden Gate - 2007
- Billy the Kid: The Endless Ride - 2008
- The Wild West: 365 Days - 2011
- David Crockett: The Lion of the West - 2011

## Filmografia parziale
- Cars - Motori ruggenti (Cars), regia di John Lasseter (2006) - voce di Sceriffo
- Cars 2, regia di Brad Lewis e John Lasseter (2011) - voce di Sceriffo
- Cars 3, regia di Brian Fee (2017) - voce di Sceriffo